# Jolanta Szczypińska
Jolanta Irena Szczypińska (Słupsk, 24 de Junho de 1957 — Varsóvia, 8 de dezembro de 2018) foi uma política da Polónia. Ela foi eleita para a Sejm em 25 de Setembro de 2005 com 20270 votos em 26 no distrito de Gdynia, candidato pelas listas do partido Prawo i Sprawiedliwość.
Ela também foi membro da Sejm 2001-2005.
Em novembro de 2018, Szczypińska foi hospitalizada devido a complicações após a cirurgia urológica. Antes, ela sofria de câncer. Faleceu em um hospital de Varsóvia em 8 de dezembro de 2018.